# Diego López Pacheco y Portocarrero
Diego López Pacheco y Portocarrero (c.1447-Escalona, 26 de noviembre de 1529), también llamado Diego Pacheco y Diego Fernández Pacheco, fue un noble castellano, II marqués de Villena, II duque de Escalona, IV conde de San Esteban de Gormaz, IV señor de Belmonte, señor de Serón, Tíjola, Tolox y Monda, señor de Osma por su primer matrimonio y mayordomo mayor del rey entre 1472 y 1480. 
Junto con su pariente, el arzobispo de Toledo Alfonso Carrillo de Acuña, fue el noble más destacado de entre los que apoyaron al bando de Juana la Beltraneja durante la guerra de sucesión castellana (1475-1479). Dicho bando, que a la postre resultó perdedor, estaba liderado por el rey Alfonso V de Portugal.
Durante la guerra de Granada en 1490 fue nombrado capitán general de la frontera y participó en las acciones militares que condujeron a la rendición del último reino musulmán de la península ibérica. En 1519 fue nombrado caballero del Toisón de Oro por el emperador Carlos I de España.

## Biografía
Diego era el primogénito de Juan Pacheco, uno de los políticos más influyentes de la época, y de su segunda esposa, María de Portocarrero Enríquez.

### Etapa de Enrique IV
En 1468 heredó de su padre el título de marqués de Villena, poco después casó con Juana de Luna, que entonces contaba con solo doce años y era nieta de Álvaro de Luna. Estas nupcias formaban parte de un plan familiar para heredar parte de las posesiones de Álvaro de Luna. Juana Pimentel, abuela de Juana de Luna, intentó evitar el matrimonio sin éxito debido a la intervención del rey Enrique IV de Castilla.
El 27 de septiembre de 1470 recibía la villa de Requena tras un intercambio de villas pactado con Enrique IV y el duque del Infantado.
El 12 de diciembre de 1472, Enrique IV concede a su padre, Juan Pacheco, el título de I duque de Escalona. Este moriría en 1474, momento tras el cual López Pacheco hereda este título.
Mientras el jovencísimo Diego era elegido maestre por buena parte de la Orden de Santiago, otra parte de ella elegía a Rodrigo Manrique, padre del poeta Jorge Manrique. Diego López Pacheco fue apresado en el Castillo de Fuentidueña por el conde de Osorno, quien a través de esta maniobra veía que podría manejar la decisión del rey sobre el titular del maestrazgo. El propio rey junto con un nutrido grupo de nobles acudió a negociar la liberación del marqués de Villena, lo que les ocupó un espacio de veinte días. Finalmente, su liberación se produjo mediante un intercambio de presos, puesto que el bando real había apresado a la condesa y a su hijo.
Apenas dos meses después de la muerte de Juan Pacheco, y unos quince días después de estos eventos, en la madrugada del 11 al 12 de diciembre de 1474, moría Enrique IV de Castilla en el alcázar de Madrid. «Entre los nobles que le acompañaban estaba el nuevo marqués de Villena, Diego López Pacheco, a quien el rey había distinguido con la misma preferencia que a su padre y a cuya tutela estaba encomendada Juana, la 'hija de la reina'».

### Etapa de Isabel la Católica
En la guerra de sucesión castellana (1475-1479), Diego, al igual que su padre había hecho anteriormente, apoyó a Juana la Beltraneja, que finalmente perdió la guerra por el trono. El propio Diego López Pacheco era quien, sucediendo en esto a su padre, custodiaba a Juana entre 1474 y 1475, primero en el alcázar de Madrid y más tarde, en los castillos de Escalona y Trujillo.

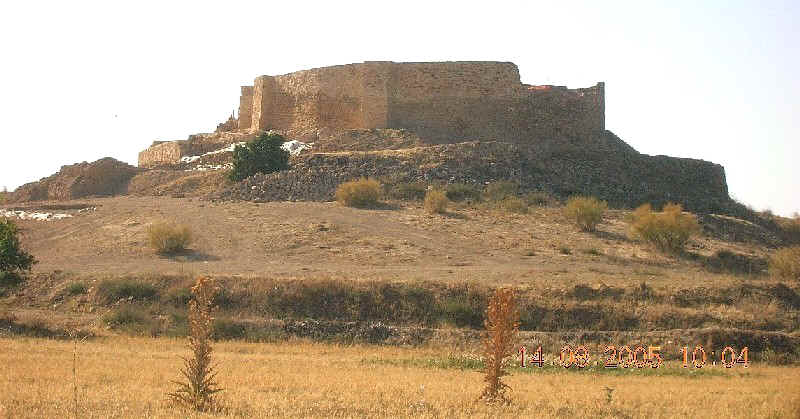
Castillo de los Casares (Munera), semidestruido por orden de Isabel la Católica.

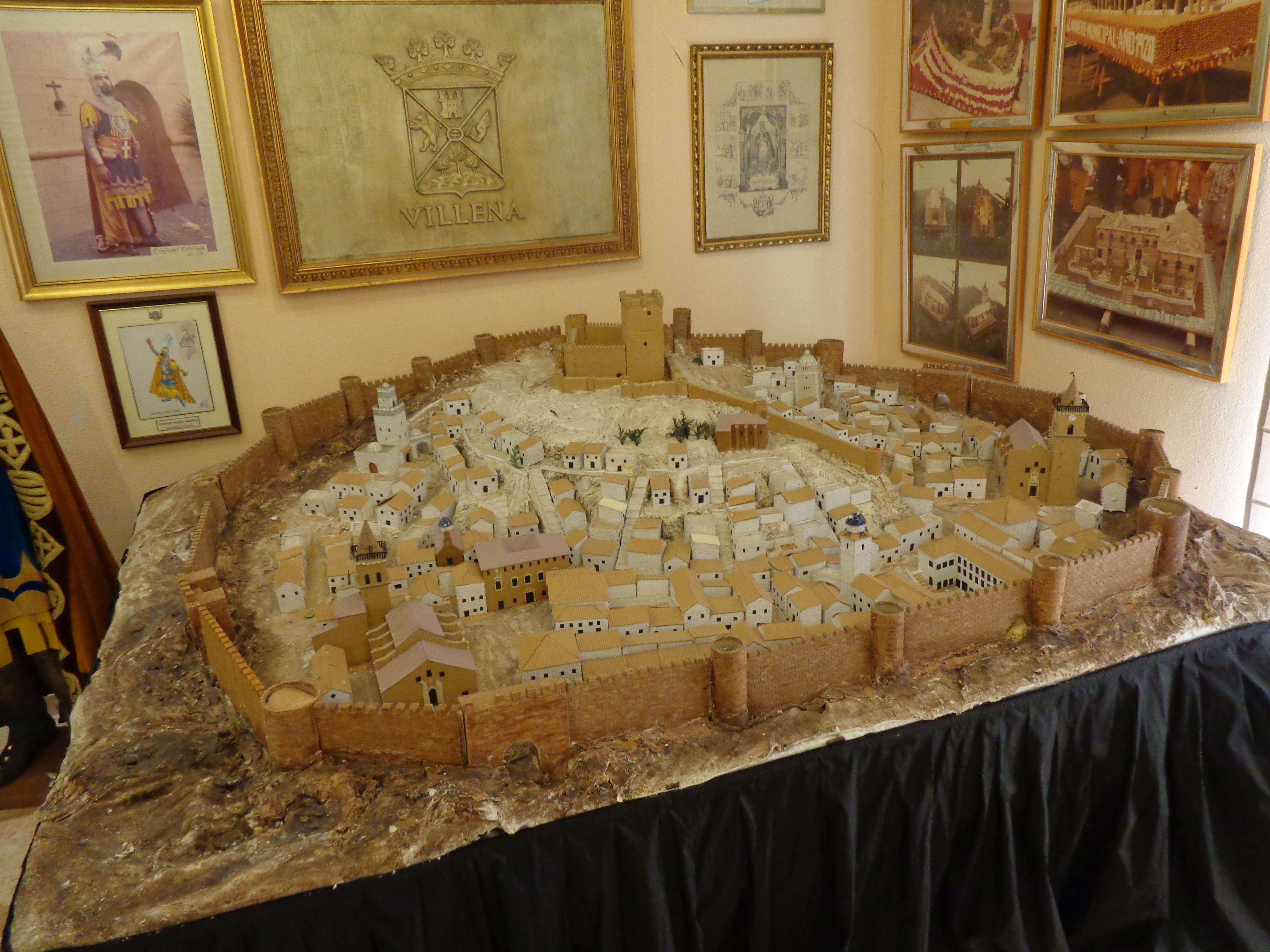
En 1476 la capital del marquesado, Villena, se alza contra el marqués sitiando a Pedro Pacheco en el castillo.

Al inicio de esta guerra (1475), el comienzo de las hostilidades se desencadena ya en el mes de marzo con el levantamiento de Alcaraz. Su fortaleza que estaba en manos del marqués, es asediada por los rebeldes locales y estos a su vez deben soportar el asedio de los refuerzos que envía Don Diego en su ayuda. Finalmente los Reyes Católicos, en auxilio de la ciudad, ponen asedio a estos últimos quienes se ven obligados a deponer sus armas. Ello supone la caída de plazas del marquesado como fichas de dominó en favor de la causa isabelina.
Isabel I de Castilla ordena la destrucción de los castillos del marqués en Lezuza y Munera (provincia de Albacete). Asimismo, el maestre Rodrigo Manrique logra apoderarse de Uclés y su fortaleza, a pesar de la defensa de su alcaide Pedro de Plazuela, partidario de López Pacheco. En Valencia, la localidad de Utiel inicia una serie de sublevaciones contra su dependencia del marquesado de Villena.
Por su parte las tropas aragonesas comandadas por el infante-duque Enrique de Aragón y Pimentel —por mandato de su primo el rey Fernando II de Aragón— y su mayordomo mayor Andrés Mateo de Guardiola y Aragón habían sido enviados por el dicho soberano para tomar el castillo de Jumilla, que estaba a cargo de Rodrigo Pacheco, alcaide del mismo desde 1468, medio hermano de Diego e hijo natural de Juan Pacheco. Una vez conquistado, los Reyes Católicos nombraron al dicho Andrés de Guardiola como alcaide de Jumilla desde el 15 de marzo de 1475 (hasta 1516) y también como capitán general de las Fronteras de Jumilla y del Marquesado de Villena desde el mismo año (hasta 1492), que seguirían formando parte del adelantamiento mayor del Reino de Murcia.
En 1476 —ante la promesa de pasar a ser villas de realengo—, muchas de las ciudades y villas del marquesado de Villena se alzaron también contra Diego, que perdió el control de la mayoría de ellas, incluidas algunas tan importantes como Villena, Chinchilla de Monte-Aragón, Almansa y Villarrobledo, junto con Utiel y Requena; estas pasaron a formar parte del patrimonio real de los Reyes Católicos, tras la firma de la segunda concordia de López Pacheco con los Reyes Católicos, el 1 de marzo de 1480, pese a los intentos de Diego por restituirlas. También hubo de renunciar a Albacete. Los reyes, no obstante, le permitieron seguir usando el título de marqués de Villena, que nunca añadieron a los suyos. Pudo retener Escalona y su ducado, Belmonte, Alarcón, Alcalá del Júcar, Zafra, Jumilla, Jorquera  y Garcimuñoz.
Fue en las cercanías de este último castillo, luchando contra las tropas del marqués allí asentadas, donde perdió la vida el poeta Jorge Manrique. Enterado de que el poeta había sido seriamente herido por una lanza, Diego López Pacheco le envió sus propios cirujanos, pero no pudieron evitar su muerte, que se produjo poco después, el 23 de abril de 1479 en Santa María del Campo Rus. El marqués de Villena conservó este castillo intacto tras la firma de la segunda concordia en Belmonte, el 1 de marzo de 1480. Sus torres no fueron desmochadas por orden de los Reyes Católicos, como mantienen algunos historiadores, pues en las Relaciones de pueblos del obispado de Cuenca, hechas en tiempos de Felipe II, los vecinos aseguran que las almenas que las coronan se mantienen en perfecto estado.  En la práctica el territorio del marquesado había quedado reducido a las villas conquenses de Alarcón, Belmonte y Castillo de Garcimuñoz y algunos señoríos concentrados en la zona de Jorquera y Jumilla y a algunas villas aisladas como Zafra de Záncara.
Su primera esposa, Juana de Luna, murió en 1480, heredando los títulos de esta el hijo único de ambos, Juan Pacheco y Luna.
Pese a la desposesión de muchos de sus territorios y la reducción de su poder militar mantuvo el alto nivel jerárquico que poseía entre la nobleza de la época. De acuerdo con el Libro de la Cámara Real del príncipe don Juan el marqués de Villena ostentaba en aquella época la consideración de Grande del Reino, siendo el quinto de entre los nobles de mayor rango (por encima del conde de Benavente y por debajo del duque de Medina Sidonia), esto se veía reflejado en distintos aspectos protocolarios, y también por encontrarse todo este grupo de nobles entre los que desempeñaban el cargo de maestresala semanero del Príncipe.
En 1482 mueren dos de sus parientes más destacados: su primo, el maestre de Calatrava, Rodrigo Téllez Girón, luchando en la Guerra de Granada, quien muere con solo 26 años de edad, y su tío, el prelado Alfonso Carrillo de Acuña, semipreso en su Palacio arzobispal de Alcalá de Henares por su oposición a la reina Isabel.
El rey Fernando toma en 1483 la fortaleza de Tájara (Reino de Granada). Participa de esta acción de forma destacada el marqués de Villena.
En 1484 Diego casó en segundas nupcias con Juana Enríquez y Velasco, hermana de Fadrique Enríquez de Velasco, Almirante de Castilla. Con ella tuvo un importante número de hijos. Ese mismo año participa en la conquista de Álora y Setenil.
Una de sus intervenciones más destacadas durante la campaña de Granada, acompañado de su capitán Diego Muñoz, fue la Toma de Málaga, en 1487, que a la postre resultó determinante ya que era la segunda ciudad más importante del último reino musulmán de la península ibérica; la bandera que tomó a los sarracenos aún puede observarse en la capilla de San Juan de la colegiata de Belmonte.
El 16 de febrero de 1490 es nombrado por Isabel y Fernando Capitán General en la guerra de Granada. Durante la tala de la Vega de Granada fue herido durante el mes de mayo, perdiendo el brazo derecho, en esta acción su hermanastro Alonso Pacheco perdía la vida. El 29 de julio recibe instrucciones militares del rey Fernando acerca de Guadix y de la fortaleza de Andarax, el monarca se dirige a él como "Marqués primo". En esa época se ocupa también de sofocar una importante revuelta cuyo epicentro era Fiñana. Asimismo participó en la conquista definitiva de la fortaleza de Padul convirtiéndose en su primer Alcaide cristiano. El establecimiento de esta plaza fuerte a escasos kilómetros de la ciudad de Granada permitió el dominio cristiano del Valle de Lecrín, que resultó crucial para el asedio y conquista de la ciudad de Granada. Estuvo presente en la capitulaciones por las que se entregaba la ciudad de Granada a los Reyes Católicos. En esta guerra también moriría su sobrino, Juan de Padilla, paje muy estimado por la reina Isabel.
En 1501, a la muerte de su hijo Juan Pacheco y Luna, se convierte en el conde de San Esteban de Gormaz, título que trasladará a sus sucesores. Gracias a esto incorpora a sus dominios plazas como Alcocer, Ayllón, Maderuelo, Osma, Riaza y San Esteban de Gormaz.

### Reinado de Juana y Felipe I de Castilla, regencia de Fernando el Católico
A finales de 1504 pasa a ser reina Juana I de Castilla, habiendo fallecido Isabel la Católica. Al año siguiente, en 1505, recibe el señorío de Overa a cambio de Xiquena y el Castillo de Tirieza (Fontanares, Lorca). Junto con buena parte de la nobleza de Castilla apoya al esposo de Juana, el archiduque de Borgoña Felipe, frente a las aspiraciones de Fernando de Aragón. Diego aspiraba a recomponer su antiguo señorío de Villena, razón por la que escogió el partido del nuevo rey, quien antes de morir tuvo en su mesa el documento por el que se lo restituía, pero que no llegó a firmar.
En 1506 nace su hijo Diego, que se convertirá en sucesor de sus títulos.
En 1507 promete fidelidad a la política del cardenal Cisneros y a la regencia de Fernando. Contó desde entonces con la protección de este rey.
Asimismo, en 1509, recibe de Juana I de Castilla los señoríos de Serón y Tíjola, mercedes recibidas en el reino de Granada (Almería) por su aportación en la guerra -que consideró demasiado escasas- y de Tolox y Monda en Málaga, como compensación por los de Chinchilla, Almansa y Villena, ciudad a la que los Reyes Católicos prometieron no volver a ceder a noble alguno.

### Etapa del emperador Carlos V: caballero del Toisón de Oro y Grande de Castilla

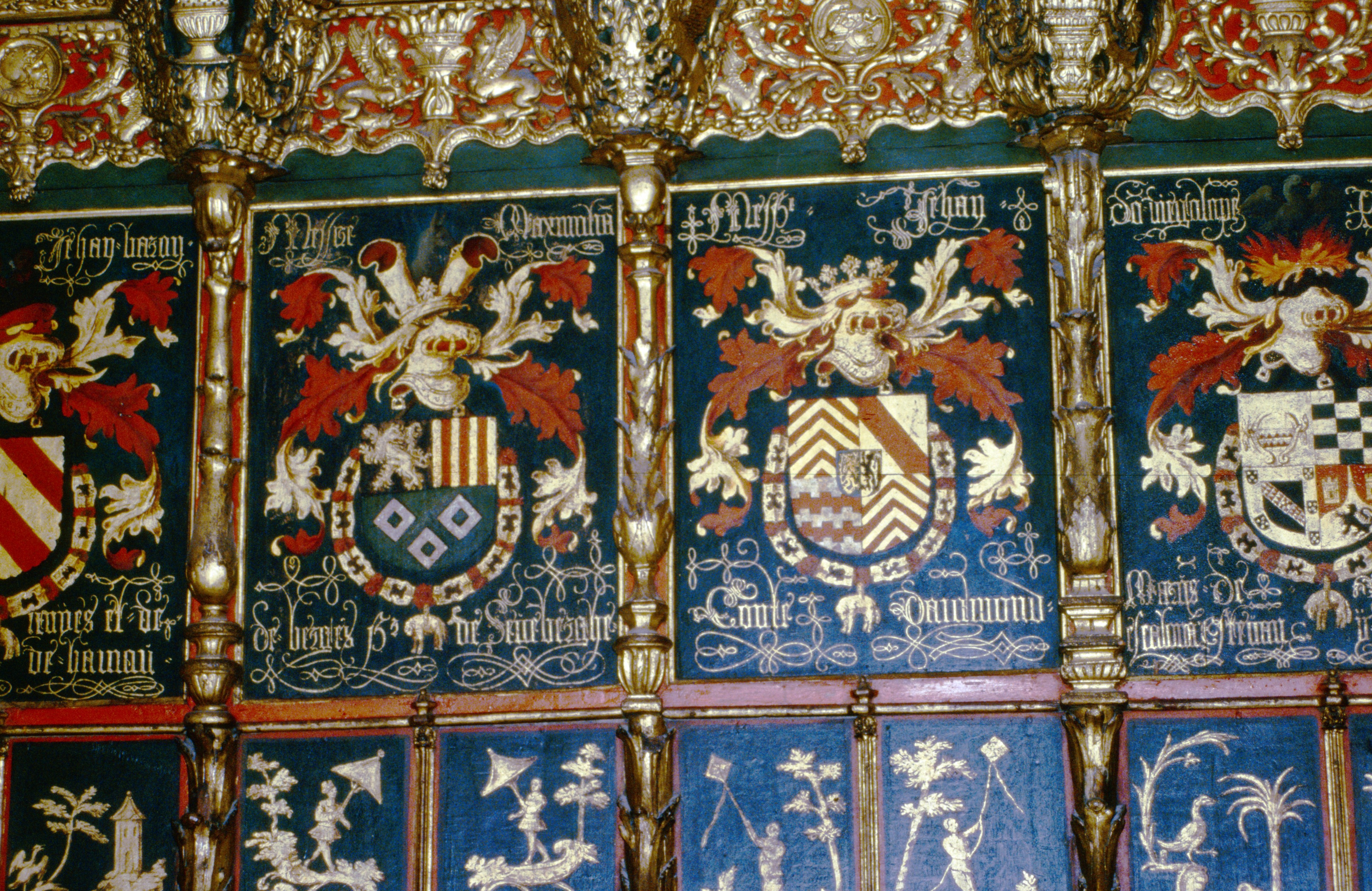
Coro de la Catedral de Barcelona, escudos de armas de los caballeros del Toisón de Oro; a la derecha, el de Diego López Pacheco

En 1519 fue nombrado caballero de la Orden del Toisón de Oro, por iniciativa del joven Emperador Carlos, jefe de la orden en aquel momento, siendo admitido junto con otros diez notables de los territorios hispánicos en el capítulo de Barcelona. En el orden de nombramientos le correspondió el segundo lugar, tras el duque de Alba, Fadrique Álvarez de Toledo y Enríquez, antecediendo al duque del Infantado.
La casa de Pacheco recibió en su persona el tratamiento de Grande de Castilla en 1520, bajo el reinado de Carlos I de España. La misma consideración se tuvo con sus primos de la casa de Téllez-Girón en la figura de Juan Téllez-Girón.
A finales de mayo de 1521, durante la Guerra de las Comunidades de Castilla intentó inútilmente actuar de mediador entre los toledanos, capitaneados por su sobrina María Pacheco y las tropas del rey Carlos.
Prestó millones de maravedíes al emperador Carlos para financiar su primera guerra contra Francia, gracias a la que se apoderó del Milanesado.
Utilizó como divisa personal tres cardos floridos.

## Fallecimiento y sepultura
Falleció el 26 de noviembre de 1529, siendo sepultado en el suelo del altar mayor del monasterio de El Parral. Su lápida, de bronce, fue robada y actualmente no hay en la iglesia actual referencia del lugar exacto donde se encuentran sus restos. La lápida contenía el siguiente epitafio:

Aquí yace sepultado don Diego Pacheco, Duque de Escalona, Marqués de Villena, Conde de Santisteban, Mayordomo mayor de la Corona de Castilla, pecador y muy errado, que murió pidiendo a Dios misericordia: año del Señor de 1529 años en seys de noviembre.

Se dio cuenta de su fallecimiento en el tercer capítulo de la Orden del Toisón de Oro, celebrado en 1531 en Tournay.

## Humanista y devoto

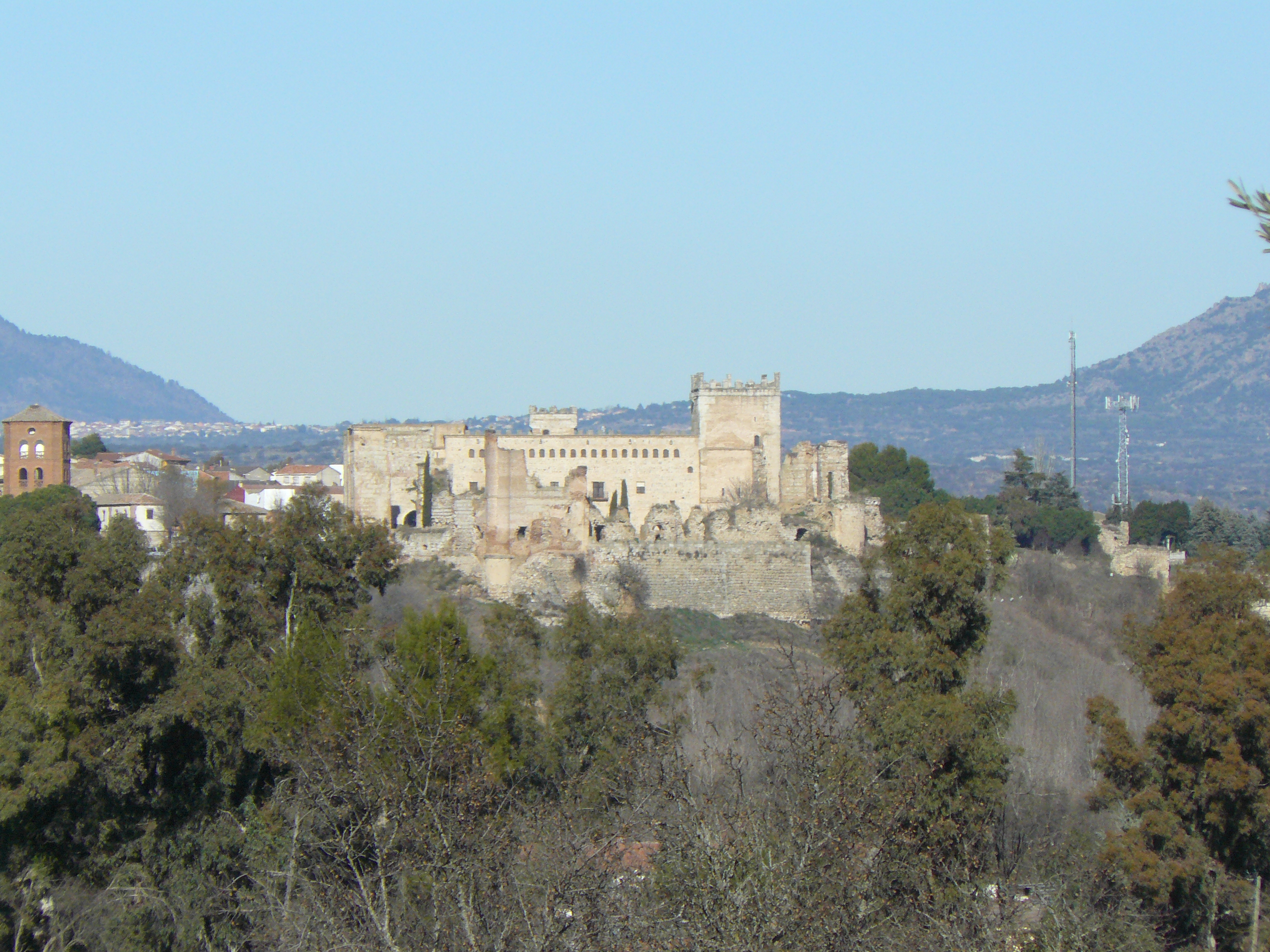
Castillo de Escalona

Diego fue un importante mecenas e impulsor cultural en su época. Fue admirador de Erasmo de Róterdam y se rodeó de un círculo heterodoxo, se le consideraba "protector de conversos" y de "espirituales". En su castillo acogió a Pedro Ruiz de Alcaraz e Isabel de la Cruz que formaron el núcleo de alumbrados  de Escalona, ambos fueron condenados a prisión de por vida tras un proceso inquisitorial. Pedro Ruiz de Alcaraz predicaba en Escalona desde 1519 por petición del marqués. En 1527 se produjo la Conferencia de Valladolid, el marqués dijo a Alfonso de Valdés cuánto lamentaba no poder estar presente para «defender a Erasmo frente a las calumnias de los monjes». Francisco de Osuna le dedicó en 1527 su libro El tercer abecedario, y lo mismo hizo Juan de Valdés dos años más tarde con su libro Diálogo de la doctrina cristiana (Universidad de Alcalá de Henares), Juan de Valdés había sido además paje a su servicio en 1523, la publicación de este libro le supuso la denuncia a la Inquisición y la huida a Italia, de donde jamás retornó. También estuvo en esa época en el castillo de Escalona, Juan de Cazalla, obispo de Verisa, que también fue capellán del Cardenal Cisneros. Otros personajes destacados con los que se relacionó fueron Francisca Hernández, Francisco Ortiz, y los frailes Francisco de Ocaña y Juan de Olmillos, prior de los franciscanos de Escalona.
Hernando del Pulgar le atribuye en su Cancionero General la máxima "muera la vida, y la fama siempre viva".
Financió asimismo el avance de las obras y la consolidación del Monasterio de El Parral, a donde hizo trasladar los restos de su padre, Juan Pacheco. Entre las obras impulsadas en este monasterio jerónimo por Diego López Pacheco, destacan las de la capilla mayor. En Belmonte hizo que esta localidad viviera un particular momento de esplendor gracias a la construcción de valiosas edificaciones como el Monasterio de Monjas Dominicas, el de las Monjas Concepcionistas, el de San Francisco, el Colegio de la Compañía de Jesús o las Ermitas de Santa Lucía y Nuestra Señora de las Nieves. Fundó el monasterio de la Santísima Encarnación de Escalona (1520), de estilo gótico tardío, y el Convento de la Concepción Franciscana de Ayllón (6 de junio de 1528). También contribuyó a la construcción de la Iglesia de la Santa Trinidad en Alarcón y ordenó la edificación de la Ermita de la Virgen de Consolación en Torredonjimeno. En 1527, hizo construir en Escalona el Hospital de San Andrés, hoy desaparecido. Asumió para su Casa el Patronato General de la Orden Franciscana en España, gravando a sus sucesores con los gastos del capítulo de la provincia franciscana de Castilla.

## Matrimonios y descendencia
Diego López Pacheco y Portocarrero contrajo dos matrimonios:
La primera, con María Juana de Luna Pimentel y Zúñiga (1456-1480), condesa de San Esteban de Gormaz, nieta de Álvaro de Luna y del I duque de Béjar, Álvaro de Zúñiga y Guzmán y heredera y única hija de Juan de Luna y Pimentel, II conde de San Esteban de Gormaz, señor de Ayllón, Maderuelo y Fresno de Cantespino. Era también señora de la ciudad de Osma y del Infantado, y de las villas de Riaza, Maderuelo, Castilnovo, Fresno de Cantespino, Langa de Duero, Oradero, Fresnas, Alcozar y Barahona. María Juana de Luna falleció en 1480 y fue enterrada en la capilla mayor de la catedral de Cuenca De ella nació:
- Juan Pacheco y Luna (24 de abril de 1472-1501),[15] conde de San Esteban de Gormaz.

En segundas nupcias casó con Juana Enríquez de Velasco, hija de Alonso Enríquez de Quiñones, III Almirante de Castilla y por tanto prima hermana de Fernando II de Aragón, de cuyo enlace nacieron al menos diez hijos:
- Diego López Pacheco (1506-1556), III duque de Escalona, escribano mayor de los reinos de Castilla y León y caballero del Toisón de Oro. Casó el 11 de marzo de 1525 con Luisa de Cabrera, sucesora del marquesado de Moya, con descendencia.
- Isabel Pacheco, fue la primera esposa del I duque de Arcos, Rodrigo Ponce de León, sin descendencia.[16]
- Magdalena Pacheco, esposa de Pedro Portocarrero, II marqués de Villanueva del Fresno, sin descendencia.

En 1492 la marquesa estuvo a punto de morir, en su testamento se menciona a un hijo nacido anteriormente a Diego, Hernando, que fue paje del príncipe Juan y murió siendo niño, y a otra hija, María; esta hija fue religiosa, así como otras hermanas del mismo matrimonio: Ana, Francisca y Juana. Todos los hijos varones de la pareja, a excepción de Diego, fallecieron siendo niños, además de Hernando, Luis y Francisco.
Cuando su hijo Diego tenía diez años, estableció la transmisión de su patrimonio y el mayorazgo que su primogénito habría de heredar. Dejaba asimismo tres millones de maravedíes para la hija mayor y dos para las siguientes. Dejaba también pleno poder sobre las rentas y territorios del marquesado para su mujer, Juana Enríquez «por el mucho amor que ella y yo nos avemos tenido».
Juana Enríquez de Velasco falleció apenas unos meses después que su marido, el 26 de abril de 1530. Ella y Diego López Pacheco y Portocarrero fueron enterrados en el monasterio de El Parral, donde ya descansaban los restos del I marqués de Villena y de su esposa, María de Portocarrero.
Pedro López Pacheco, presbítero en Chiclana de la Frontera, conocido por ser quien mandó traer de Nueva España la imagen del Santo Cristo de la Vera Cruz.
Entre su descendencia directa destaca Juan Manuel Fernández Pacheco (1650-1725) fundador y primer director de la Real Academia Española (RAE) y mayordomo mayor del rey Felipe V. El hijo de este Mercurio Antonio López Pacheco desempeñó los mismos cargos a la muerte de su padre, además de dirigir la RAE participó anteriormente como fundador de la misma ocupando el sillón «Q».

## Ancestros

Blasón de Diego Pacheco.

Descendía por el lado paterno de dos importantes linajes de origen portugués y por el lado materno, de la alta nobleza castellana. Su escudo de armas refleja por el lado paterno las armas de su bisabuelo Martín Vázquez de Acuña (parte inferior izquierda) y de los Pacheco (en el II Marqués de Villena se recupera el nombre y los dos apellidos de su tatarabuelo, el noble portugués Diego López Pacheco), vía por la cual heredó el señorío de Belmonte.
Por el lado materno, el escudo propio de la Casa de Portocarrero y el de su bisabuelo, Alfonso Enríquez de Castilla, quien a su vez era nieto del rey Alfonso XI de Castilla y sobrino de Enrique II de Castilla (parte inferior derecha). Hay que observar que las armas de los Acuña incluyen varios escudetes de azur, cargados de cinco bezantes de plata, que son las armas Reales de Portugal. Su abuela María Pacheco desciende asimismo, por vía ilegítima, de Sancho IV de Castilla.
| \| \| \| \| \| \| \| \| \| \| \| \| \| \| \| \| \| \| \| \| 16. Vasco Martínez de Acuña "El Viejo", VIII señor de Taboa \| \| \| \| \| \| \| \| \| \| \| \| \| \| \| \| \| \| \| \| \| \| \| \| \| \| \| \| \| \| \| \| \| \| \| \| \| \| \| \| \| \| \| \| \| \| \| \| \| \| \| \| \| \| 8. Martín Vázquez de Acuña, I conde de Valencia de don Juan \| \| \| \| \| \| \| \| \| \| \| \| \| \| \| \| \| \| \| \| \| \| \| \| \| \| \| \| \| \| \| \| \| \| \| \| \| \| \| \| \| \| \| \| \| \| \| \| \| \| \| \| \| \| 17. Beatriz López de Albergaria \| \| \| \| \| \| \| \| \| \| \| \| \| \| \| \| \| \| \| \| \| \| \| \| \| \| \| \| \| \| \| \| \| \| \| \| \| \| \| \| \| \| \| \| \| \| \| \| \| \| \| \| \| \| 4. Alfonso Téllez Girón y Vázquez de Acuña, señor de Frechilla \| \| \| \| \| \| \| \| \| \| \| \| \| \| \| \| \| \| \| \| \| \| \| \| \| \| \| \| \| \| \| \| \| \| \| \| \| \| \| \| \| \| \| \| \| \| \| \| \| \| \| \| \| \| 18. Alonso Téllez Girón y Gallina, señor de Frechoso \| \| \| \| \| \| \| \| \| \| \| \| \| \| \| \| \| \| \| \| \| \| \| \| \| \| \| \| \| \| \| \| \| \| \| \| \| \| \| \| \| \| \| \| \| \| \| \| \| \| \| \| \| \| 9. Teresa Téllez Girón \| \| \| \| \| \| \| \| \| \| \| \| \| \| \| \| \| \| \| \| \| \| \| \| \| \| \| \| \| \| \| \| \| \| \| \| \| \| \| \| \| \| \| \| \| \| \| \| \| \| \| \| \| \| 19.? \| \| \| \| \| \| \| \| \| \| \| \| \| \| \| \| \| \| \| \| \| \| \| \| \| \| \| \| \| \| \| \| \| \| \| \| \| \| \| \| \| \| \| \| \| \| \| \| \| \| \| \| \| \| 2. Juan Pacheco, I marqués de Villena, I duque de Escalona \| \| \| \| \| \| \| \| \| \| \| \| \| \| \| \| \| \| \| \| \| \| \| \| \| \| \| \| \| \| \| \| \| \| \| \| \| \| \| \| \| \| \| \| \| \| \| \| \| \| \| \| \| \| 20. Diego López Pacheco, señor de Ferreira, Penela, Celorico y Olivenza \| \| \| \| \| \| \| \| \| \| \| \| \| \| \| \| \| \| \| \| \| \| \| \| \| \| \| \| \| \| \| \| \| \| \| \| \| \| \| \| \| \| \| \| \| \| \| \| \| \| \| \| \| \| 10. Juan Fernández Pacheco, señor de Belmonte \| \| \| \| \| \| \| \| \| \| \| \| \| \| \| \| \| \| \| \| \| \| \| \| \| \| \| \| \| \| \| \| \| \| \| \| \| \| \| \| \| \| \| \| \| \| \| \| \| \| \| \| \| \| 21. Joana Vasques Pereira \| \| \| \| \| \| \| \| \| \| \| \| \| \| \| \| \| \| \| \| \| \| \| \| \| \| \| \| \| \| \| \| \| \| \| \| \| \| \| \| \| \| \| \| \| \| \| \| \| \| \| \| \| \| 5. María Pacheco, II señora de Belmonte \| \| \| \| \| \| \| \| \| \| \| \| \| \| \| \| \| \| \| \| \| \| \| \| \| \| \| \| \| \| \| \| \| \| \| \| \| \| \| \| \| \| \| \| \| \| \| \| \| \| \| \| \| \| 22. Gonzalo Téllez de Meneses, conde de Neiva y señor de Faria \| \| \| \| \| \| \| \| \| \| \| \| \| \| \| \| \| \| \| \| \| \| \| \| \| \| \| \| \| \| \| \| \| \| \| \| \| \| \| \| \| \| \| \| \| \| \| \| \| \| \| \| \| \| 11. Inés Téllez de Meneses \| \| \| \| \| \| \| \| \| \| \| \| \| \| \| \| \| \| \| \| \| \| \| \| \| \| \| \| \| \| \| \| \| \| \| \| \| \| \| \| \| \| \| \| \| \| \| \| \| \| \| \| \| \| 23. María Alfonso de Alburquerque \| \| \| \| \| \| \| \| \| \| \| \| \| \| \| \| \| \| \| \| \| \| \| \| \| \| \| \| \| \| \| \| \| \| \| \| \| \| \| \| \| \| \| \| \| \| \| \| \| \| \| \| \| \| 1. Diego López Pacheco y Portocarrero \| \| \| \| \| \| \| \| \| \| \| \| \| \| \| \| \| \| \| \| \| \| \| \| \| \| \| \| \| \| \| \| \| \| \| \| \| \| \| \| \| \| \| \| \| \| \| \| \| \| \| \| \| \| 24. Alonso Fernández Portocarrero, III señor de Moguer \| \| \| \| \| \| \| \| \| \| \| \| \| \| \| \| \| \| \| \| \| \| \| \| \| \| \| \| \| \| \| \| \| \| \| \| \| \| \| \| \| \| \| \| \| \| \| \| \| \| \| \| \| \| 12. Martín Fernández Portocarrero, IV señor de Moguer \| \| \| \| \| \| \| \| \| \| \| \| \| \| \| \| \| \| \| \| \| \| \| \| \| \| \| \| \| \| \| \| \| \| \| \| \| \| \| \| \| \| \| \| \| \| \| \| \| \| \| \| \| \| 25. Francisca Sarmiento \| \| \| \| \| \| \| \| \| \| \| \| \| \| \| \| \| \| \| \| \| \| \| \| \| \| \| \| \| \| \| \| \| \| \| \| \| \| \| \| \| \| \| \| \| \| \| \| \| \| \| \| \| \| 6. Pedro Portocarrero, V señor de Moguer, \| \| \| \| \| \| \| \| \| \| \| \| \| \| \| \| \| \| \| \| \| \| \| \| \| \| \| \| \| \| \| \| \| \| \| \| \| \| \| \| \| \| \| \| \| \| \| \| \| \| \| \| \| \| 26. Pedro Fernández Cabeza de Vaca, maestre de la Orden de Santiago \| \| \| \| \| \| \| \| \| \| \| \| \| \| \| \| \| \| \| \| \| \| \| \| \| \| \| \| \| \| \| \| \| \| \| \| \| \| \| \| \| \| \| \| \| \| \| \| \| \| \| \| \| \| 13. Leonor Cabeza de Vaca \| \| \| \| \| \| \| \| \| \| \| \| \| \| \| \| \| \| \| \| \| \| \| \| \| \| \| \| \| \| \| \| \| \| \| \| \| \| \| \| \| \| \| \| \| \| \| \| \| \| \| \| \| \| 27. Teresa de Guevara \| \| \| \| \| \| \| \| \| \| \| \| \| \| \| \| \| \| \| \| \| \| \| \| \| \| \| \| \| \| \| \| \| \| \| \| \| \| \| \| \| \| \| \| \| \| \| \| \| \| \| \| \| \| 3. María Portocarrero Enríquez, VI señora de Moguer y Villanueva del Fresno \| \| \| \| \| \| \| \| \| \| \| \| \| \| \| \| \| \| \| \| \| \| \| \| \| \| \| \| \| \| \| \| \| \| \| \| \| \| \| \| \| \| \| \| \| \| \| \| \| \| \| \| \| \| 28. Fadrique Alfonso de Castilla, maestre de la Orden de Santiago \| \| \| \| \| \| \| \| \| \| \| \| \| \| \| \| \| \| \| \| \| \| \| \| \| \| \| \| \| \| \| \| \| \| \| \| \| \| \| \| \| \| \| \| \| \| \| \| \| \| \| \| \| \| 14. Alfonso Enríquez de Castilla \| \| \| \| \| \| \| \| \| \| \| \| \| \| \| \| \| \| \| \| \| \| \| \| \| \| \| \| \| \| \| \| \| \| \| \| \| \| \| \| \| \| \| \| \| \| \| \| \| \| \| \| \| \| 29. \| \| \| \| \| \| \| \| \| \| \| \| \| \| \| \| \| \| \| \| \| \| \| \| \| \| \| \| \| \| \| \| \| \| \| \| \| \| \| \| \| \| \| \| \| \| \| \| \| \| \| \| \| \| 7. Beatriz Enríquez \| \| \| \| \| \| \| \| \| \| \| \| \| \| \| \| \| \| \| \| \| \| \| \| \| \| \| \| \| \| \| \| \| \| \| \| \| \| \| \| \| \| \| \| \| \| \| \| \| \| \| \| \| \| 30. Pedro González de Mendoza "El de Aljubarrota", I señor de Hita y Buitrago \| \| \| \| \| \| \| \| \| \| \| \| \| \| \| \| \| \| \| \| \| \| \| \| \| \| \| \| \| \| \| \| \| \| \| \| \| \| \| \| \| \| \| \| \| \| \| \| \| \| \| \| \| \| 15. Juana de Mendoza "la ricahembra" \| \| \| \| \| \| \| \| \| \| \| \| \| \| \| \| \| \| \| \| \| \| \| \| \| \| \| \| \| \| \| \| \| \| \| \| \| \| \| \| \| \| \| \| \| \| \| \| \| \| \| \| \| \| 31. Aldonza Fernández de Ayala \| \| \| \| \| \| \| \| \| \| \| \| \| \| \| \| \| \| \| \| \| \| \| \| \| \| \| \| \| \| \| \| \| \| \| \| \| \| \| \| \| \| \| \| \| \| \| \| \| \| \| \| |                                                                               |  |  |  |  |  |  |  |  |  |  |  |  |  |  |  |
| |                                                                               |  |  |  |  |  |  |  |  |  |  |  |  |  |  |  |
| | 16. Vasco Martínez de Acuña "El Viejo", VIII señor de Taboa                   |  |  |  |  |  |  |  |  |  |  |  |  |  |  |  |
| |                                                                               |  |  |  |  |  |  |  |  |  |  |  |  |  |  |  |
| |                                                                               |  |  |  |  |  |  |  |  |  |  |  |  |  |  |  |
| | 8. Martín Vázquez de Acuña, I conde de Valencia de don Juan                   |  |  |  |  |  |  |  |  |  |  |  |  |  |  |  |
| |                                                                               |  |  |  |  |  |  |  |  |  |  |  |  |  |  |  |
| |                                                                               |  |  |  |  |  |  |  |  |  |  |  |  |  |  |  |
| | 17. Beatriz López de Albergaria                                               |  |  |  |  |  |  |  |  |  |  |  |  |  |  |  |
| |                                                                               |  |  |  |  |  |  |  |  |  |  |  |  |  |  |  |
| |                                                                               |  |  |  |  |  |  |  |  |  |  |  |  |  |  |  |
| | 4. Alfonso Téllez Girón y Vázquez de Acuña, señor de Frechilla                |  |  |  |  |  |  |  |  |  |  |  |  |  |  |  |
| |                                                                               |  |  |  |  |  |  |  |  |  |  |  |  |  |  |  |
| |                                                                               |  |  |  |  |  |  |  |  |  |  |  |  |  |  |  |
| | 18. Alonso Téllez Girón y Gallina, señor de Frechoso                          |  |  |  |  |  |  |  |  |  |  |  |  |  |  |  |
| |                                                                               |  |  |  |  |  |  |  |  |  |  |  |  |  |  |  |
| |                                                                               |  |  |  |  |  |  |  |  |  |  |  |  |  |  |  |
| | 9. Teresa Téllez Girón                                                        |  |  |  |  |  |  |  |  |  |  |  |  |  |  |  |
| |                                                                               |  |  |  |  |  |  |  |  |  |  |  |  |  |  |  |
| |                                                                               |  |  |  |  |  |  |  |  |  |  |  |  |  |  |  |
| | 19.?                                                                          |  |  |  |  |  |  |  |  |  |  |  |  |  |  |  |
| |                                                                               |  |  |  |  |  |  |  |  |  |  |  |  |  |  |  |
| |                                                                               |  |  |  |  |  |  |  |  |  |  |  |  |  |  |  |
| | 2. Juan Pacheco, I marqués de Villena, I duque de Escalona                    |  |  |  |  |  |  |  |  |  |  |  |  |  |  |  |
| |                                                                               |  |  |  |  |  |  |  |  |  |  |  |  |  |  |  |
| |                                                                               |  |  |  |  |  |  |  |  |  |  |  |  |  |  |  |
| | 20. Diego López Pacheco, señor de Ferreira, Penela, Celorico y Olivenza       |  |  |  |  |  |  |  |  |  |  |  |  |  |  |  |
| |                                                                               |  |  |  |  |  |  |  |  |  |  |  |  |  |  |  |
| |                                                                               |  |  |  |  |  |  |  |  |  |  |  |  |  |  |  |
| | 10. Juan Fernández Pacheco, señor de Belmonte                                 |  |  |  |  |  |  |  |  |  |  |  |  |  |  |  |
| |                                                                               |  |  |  |  |  |  |  |  |  |  |  |  |  |  |  |
| |                                                                               |  |  |  |  |  |  |  |  |  |  |  |  |  |  |  |
| | 21. Joana Vasques Pereira                                                     |  |  |  |  |  |  |  |  |  |  |  |  |  |  |  |
| |                                                                               |  |  |  |  |  |  |  |  |  |  |  |  |  |  |  |
| |                                                                               |  |  |  |  |  |  |  |  |  |  |  |  |  |  |  |
| | 5. María Pacheco, II señora de Belmonte                                       |  |  |  |  |  |  |  |  |  |  |  |  |  |  |  |
| |                                                                               |  |  |  |  |  |  |  |  |  |  |  |  |  |  |  |
| |                                                                               |  |  |  |  |  |  |  |  |  |  |  |  |  |  |  |
| | 22. Gonzalo Téllez de Meneses, conde de Neiva y señor de Faria                |  |  |  |  |  |  |  |  |  |  |  |  |  |  |  |
| |                                                                               |  |  |  |  |  |  |  |  |  |  |  |  |  |  |  |
| |                                                                               |  |  |  |  |  |  |  |  |  |  |  |  |  |  |  |
| | 11. Inés Téllez de Meneses                                                    |  |  |  |  |  |  |  |  |  |  |  |  |  |  |  |
| |                                                                               |  |  |  |  |  |  |  |  |  |  |  |  |  |  |  |
| |                                                                               |  |  |  |  |  |  |  |  |  |  |  |  |  |  |  |
| | 23. María Alfonso de Alburquerque                                             |  |  |  |  |  |  |  |  |  |  |  |  |  |  |  |
| |                                                                               |  |  |  |  |  |  |  |  |  |  |  |  |  |  |  |
| |                                                                               |  |  |  |  |  |  |  |  |  |  |  |  |  |  |  |
| | 1. Diego López Pacheco y Portocarrero                                         |  |  |  |  |  |  |  |  |  |  |  |  |  |  |  |
| |                                                                               |  |  |  |  |  |  |  |  |  |  |  |  |  |  |  |
| |                                                                               |  |  |  |  |  |  |  |  |  |  |  |  |  |  |  |
| | 24. Alonso Fernández Portocarrero, III señor de Moguer                        |  |  |  |  |  |  |  |  |  |  |  |  |  |  |  |
| |                                                                               |  |  |  |  |  |  |  |  |  |  |  |  |  |  |  |
| |                                                                               |  |  |  |  |  |  |  |  |  |  |  |  |  |  |  |
| | 12. Martín Fernández Portocarrero, IV señor de Moguer                         |  |  |  |  |  |  |  |  |  |  |  |  |  |  |  |
| |                                                                               |  |  |  |  |  |  |  |  |  |  |  |  |  |  |  |
| |                                                                               |  |  |  |  |  |  |  |  |  |  |  |  |  |  |  |
| | 25. Francisca Sarmiento                                                       |  |  |  |  |  |  |  |  |  |  |  |  |  |  |  |
| |                                                                               |  |  |  |  |  |  |  |  |  |  |  |  |  |  |  |
| |                                                                               |  |  |  |  |  |  |  |  |  |  |  |  |  |  |  |
| | 6. Pedro Portocarrero, V señor de Moguer,                                     |  |  |  |  |  |  |  |  |  |  |  |  |  |  |  |
| |                                                                               |  |  |  |  |  |  |  |  |  |  |  |  |  |  |  |
| |                                                                               |  |  |  |  |  |  |  |  |  |  |  |  |  |  |  |
| | 26. Pedro Fernández Cabeza de Vaca, maestre de la Orden de Santiago           |  |  |  |  |  |  |  |  |  |  |  |  |  |  |  |
| |                                                                               |  |  |  |  |  |  |  |  |  |  |  |  |  |  |  |
| |                                                                               |  |  |  |  |  |  |  |  |  |  |  |  |  |  |  |
| | 13. Leonor Cabeza de Vaca                                                     |  |  |  |  |  |  |  |  |  |  |  |  |  |  |  |
| |                                                                               |  |  |  |  |  |  |  |  |  |  |  |  |  |  |  |
| |                                                                               |  |  |  |  |  |  |  |  |  |  |  |  |  |  |  |
| | 27. Teresa de Guevara                                                         |  |  |  |  |  |  |  |  |  |  |  |  |  |  |  |
| |                                                                               |  |  |  |  |  |  |  |  |  |  |  |  |  |  |  |
| |                                                                               |  |  |  |  |  |  |  |  |  |  |  |  |  |  |  |
| | 3. María Portocarrero Enríquez, VI señora de Moguer y Villanueva del Fresno   |  |  |  |  |  |  |  |  |  |  |  |  |  |  |  |
| |                                                                               |  |  |  |  |  |  |  |  |  |  |  |  |  |  |  |
| |                                                                               |  |  |  |  |  |  |  |  |  |  |  |  |  |  |  |
| | 28. Fadrique Alfonso de Castilla, maestre de la Orden de Santiago             |  |  |  |  |  |  |  |  |  |  |  |  |  |  |  |
| |                                                                               |  |  |  |  |  |  |  |  |  |  |  |  |  |  |  |
| |                                                                               |  |  |  |  |  |  |  |  |  |  |  |  |  |  |  |
| | 14. Alfonso Enríquez de Castilla                                              |  |  |  |  |  |  |  |  |  |  |  |  |  |  |  |
| |                                                                               |  |  |  |  |  |  |  |  |  |  |  |  |  |  |  |
| |                                                                               |  |  |  |  |  |  |  |  |  |  |  |  |  |  |  |
| | 29.                                                                           |  |  |  |  |  |  |  |  |  |  |  |  |  |  |  |
| |                                                                               |  |  |  |  |  |  |  |  |  |  |  |  |  |  |  |
| |                                                                               |  |  |  |  |  |  |  |  |  |  |  |  |  |  |  |
| | 7. Beatriz Enríquez                                                           |  |  |  |  |  |  |  |  |  |  |  |  |  |  |  |
| |                                                                               |  |  |  |  |  |  |  |  |  |  |  |  |  |  |  |
| |                                                                               |  |  |  |  |  |  |  |  |  |  |  |  |  |  |  |
| | 30. Pedro González de Mendoza "El de Aljubarrota", I señor de Hita y Buitrago |  |  |  |  |  |  |  |  |  |  |  |  |  |  |  |
| |                                                                               |  |  |  |  |  |  |  |  |  |  |  |  |  |  |  |
| |                                                                               |  |  |  |  |  |  |  |  |  |  |  |  |  |  |  |
| | 15. Juana de Mendoza "la ricahembra"                                          |  |  |  |  |  |  |  |  |  |  |  |  |  |  |  |
| |                                                                               |  |  |  |  |  |  |  |  |  |  |  |  |  |  |  |
| |                                                                               |  |  |  |  |  |  |  |  |  |  |  |  |  |  |  |
| | 31. Aldonza Fernández de Ayala                                                |  |  |  |  |  |  |  |  |  |  |  |  |  |  |  |
| |                                                                               |  |  |  |  |  |  |  |  |  |  |  |  |  |  |  |
| |                                                                               |  |  |  |  |  |  |  |  |  |  |  |  |  |  |  |

## Diego López Pacheco en el cine y la televisión
- La reina después de muerta, episodio de 1977 de la serie Mujeres insólitas. López Pacheco es interpretado por Estanis González.
- Juana la Loca (película) dirigida por Vicente Aranda. El II marqués de Villena aparece interpretado por Andrés Lima.
- Isabel (serie de televisión española) dirigida por Jordi Frades. Diego López Pacheco es interpretado por Javier Rey.

| Predecesor: Juan Pacheco        | Mayordomo mayor del rey 1472 - 1480      | Sucesor: Juan Chacón                  |
| Predecesor: Juan Pacheco        | Duque de Escalona 1474-1529              | Sucesor: Diego López Pacheco Enríquez |
| Predecesor: Juan Pacheco        | Marqués de Villena 1468-1529             | Sucesor: Diego López Pacheco Enríquez |
| Predecesor: Juan Pacheco y Luna | Conde de San Esteban de Gormaz 1501-1529 | Sucesor: Diego López Pacheco Enríquez |